# 永久县
永久县（越南语：／）是越南同奈省下辖的一个县。

## 地理
永久县北接平福省同富县和布当县，西接平阳省富教县、北新渊县和新渊市，南接边和市和壮奔县，东接定贯县和新富县。县内主要湖泊为治安湖 。

## 历史
1985年12月23日，永久县改制为永安市社；孝廉林场、马沱林场划归永安市社管辖；永安市社下辖治安坊、核梏坊、平和社、平隆社、平盛社、平福社、平意社、大安社、利和社、新定社、新富社、新潮社、善新社、孝廉林场和马沱林场2坊11社2林场。
1987年2月12日，平福社、平意社和新潮社合并为新平社；平隆社和利和社合并为平利社；平盛社和新富社合并为盛富社；大安社和新定社合并为新安社；新富县富立社划归永安市社管辖。
1994年8月29日，永安市社改制为永久县，核梏坊改制为永安市镇，治安坊改制为治安社。
2003年3月13日，永安市镇析置马沱社，治安社析置孝廉社。
2024年9月28日，越南国会常务委员会通过决议，自2024年11月1日起，孝廉社并入治安社，平和社并入新平社。

## 行政区划
永久县下辖1市镇9社，县莅永安市镇。
- 永安市镇（Thị trấn Vĩnh An）
- 平利社（Xã Bình Lợi）
- 马沱社（Xã Mã Đà）
- 富里社（Xã Phú Lý）
- 新安社（Xã Tân An）
- 新平社（Xã Tân Bình）
- 盛富社（Xã Thạnh Phú）
- 善新社（Xã Thiện Tân）
- 治安社（Xã Trị An）
- 永新社（Xã Vĩnh Tân）